# San Vicente, Copainalá
San Vicente är en ort i Mexiko.   Den ligger i kommunen Copainalá och delstaten Chiapas, i den sydöstra delen av landet, 700 km öster om huvudstaden Mexico City. San Vicente ligger 828 meter över havet och antalet invånare är 232.
Terrängen runt San Vicente är kuperad åt nordväst, men åt sydost är den bergig. Runt San Vicente är det ganska tätbefolkat, med 56 invånare per kvadratkilometer. Närmaste större samhälle är Copainalá, 3,1 km söder om San Vicente. Omgivningarna runt San Vicente är en mosaik av jordbruksmark och naturlig växtlighet.